# ジェシカ・チャステイン
ジェシカ・チャステイン（Jessica Chastain, 1977年3月24日 - ） は、アメリカ合衆国の女優、映画プロデューサー。『ヘルプ 〜心がつなぐストーリー〜』『ゼロ・ダーク・サーティ』で2度アカデミー賞にノミネートされ、3度目の『タミー・フェイの瞳』で主演女優賞を受賞した。
「ジェシカ・チャスティン」との表記も見られる。

## 来歴
1977年3月24日、カリフォルニア州サクラメントで生まれた。父親は消防士、母親はビーガンのシェフ。ニューヨークのジュリアード学院演劇部門に通い、複数の舞台や学生映画に出演した。
2004年、1966年から1971年にかけて放送されたテレビドラマ『Dark Shadows』のリメイクのパイロット番組で初めて役を得る。その後、『ER緊急救命室』（2004年）、『ヴェロニカ・マーズ』（2004年）、『Law & Order: Trial by Jury』（2005年）、『女検察官アナベス・チェイス』（2006年）などのテレビドラマに出演した。
2008年、『Jolene』のタイトル・ロールで映画デビューを飾り、シアトル国際映画祭で最優秀主演女優賞を受賞した。2010年にはジョン・マッデン監督の『ペイド・バック』でモサッドの諜報員を演じた。
2011年にはテレンス・マリック監督の『ツリー・オブ・ライフ』、アル・パチーノが監督したオスカー・ワイルドの戯曲『サロメ』のドキュメンタリードラマ『Wilde Salomé』、レイフ・ファインズ監督によるシェイクスピア悲劇『コリオレイナス』の映画化『英雄の証明』を含む6本が公開され、キャスリン・ストケットのベストセラー小説の映画化『ヘルプ 〜心がつなぐストーリー〜』で第84回アカデミー賞助演女優賞にノミネートされた。
2012年にはジョン・ヒルコート監督の『欲望のバージニア』、キャスリン・ビグロー監督の『ゼロ・ダーク・サーティ』などに出演し、後者で第70回ゴールデングローブ賞主演女優賞（ドラマ部門）を受賞。第85回アカデミー賞主演女優賞にもノミネートされた。
2021年の『タミー・フェイの瞳』では、実在したテレビ伝道師であるタミー・フェイを演じ、アカデミー主演女優賞を受賞した。

## 私生活・社会活動
2012年からファッションブランド「モンクレール」重役にして、伯爵家（イタリア貴族）の末裔のジャン・ルカ・パッシ・デ・プレポスーロと交際をし始め、2017年6月10日に結婚した。ニューヨーク在住。
フェミニストであり、女性の権利を守るため様々な活動を行っている。『ハリウッド・リポーター』2015年12月号に性の不平等に関するコラムを寄稿。また、2017年の第70回カンヌ国際映画祭に審査員として参加した際、出品映画での女性の描かれ方に落胆したとスピーチの中で明かし話題になった。「10日間で20本の映画を観たのはこれが初めてです。私は映画が好きですが、今回これらの作品中に登場する女性を見て分かったのは世界がどんな風に女性を見ているかということです。正直戸惑いました」「女性の語り手が増えれば、映画の中でももっと現実的な女性キャラクターが見られると私は信じています」

## 出演作品

### 映画
| 公開年 | 邦題 原題                                                               | 役名                           | 備考 | 吹き替え     |
| ------ | ----------------------------------------------------------------------- | ------------------------------ | --- | ------------ |
| 2006   | パイレーツ・オブ・アトランティス Blackbeard                             | シャーロット                   | テレビ映画 |              |
| 2008   | Jolene                                                                  | ジョリーン                     | |              |
| 2009   | ミッシング 〜50年前の記憶〜 Stolen Lives                                | サリー・アン                   | 日本劇場未公開 |              |
| 2010   | ペイド・バック The Debt                                                 | 若い時のレイチェル             | 日本劇場未公開 ロサンゼルス映画批評家協会賞 助演女優賞受賞 オースティン映画批評家協会賞ブレイクスルー・アーティスト賞受賞 ジョージア映画批評家協会賞ブレイクスルー賞受賞 ニューヨーク映画批評家オンライン賞ブレイクスルー・パフォーマー賞受賞 オンライン映画批評家協会賞ブレイクスルー・パフォーマンス賞受賞 | 小林さやか   |
| 2011   | テイク・シェルター Take Shelter                                         | サマンサ・ラフォーシュ         | 全米映画批評家協会賞助演女優賞受賞 ニューヨーク映画批評家協会賞 助演女優賞受賞 ロサンゼルス映画批評家協会賞助演女優賞受賞 インディペンデント・スピリット賞助演女優賞ノミネート オースティン映画批評家協会賞助演女優賞受賞 トロント映画批評家協会賞助演女優賞受賞 ヴァンクーバー映画批評家協会賞助演女優賞受賞 オースティン映画批評家協会賞ブレイクスルー・アーティスト賞受賞 デトロイト映画批評家協会賞ブレイクスルー・パフォーマンス賞受賞 ニューヨーク映画批評家オンライン賞ブレイクスルー・パフォーマー賞受賞 ジョージア映画批評家協会賞ブレイクスルー賞受賞 ダブリン映画批評家協会賞国際ブレイクスルー賞受賞 | 花園潤       |
| 2011   | 英雄の証明 Coriolanus                                                   | ヴァージリア                   | ロサンゼルス映画批評家協会賞助演女優賞受賞 オースティン映画批評家協会賞ブレイクスルー・アーティスト賞受賞 ジョージア映画批評家協会賞ブレイクスルー賞受賞 ニューヨーク映画批評家オンライン賞ブレイクスルー・パフォーマー賞受賞 | 矢島祐果     |
| 2011   | ツリー・オブ・ライフ The Tree of Life                                   | オブライエン夫人               | 全米映画批評家協会賞助演女優賞受賞 ニューヨーク映画批評家協会賞助演女優賞受賞 ロサンゼルス映画批評家協会賞助演女優賞受賞 シカゴ映画批評家協会賞助演女優賞受賞 ダブリン映画批評家協会賞女優賞賞受賞 ジョージア映画批評家協会賞助演女優賞受賞 カンザスシティ映画批評家協会賞助演女優賞受賞 オンライン映画批評家協会賞助演女優賞受賞 サテライト賞助演女優賞受賞 ヴァンクーバー映画批評家協会賞助演女優賞受賞 オースティン映画批評家協会賞ブレイクスルー・アーティスト賞受賞 デトロイト映画批評家協会賞ブレイクスルー・パフォーマンス賞受賞 ジョージア映画批評家協会賞ブレイクスルー賞受賞 ニューヨーク映画批評家オンライン賞ブレイクスルー・パフォーマー賞受賞 オンライン映画批評家協会賞ブレイクスルー・パフォーマンス賞受賞 ダブリン映画批評家協会賞国際ブレイクスルー賞受賞 | 八十川真由野 |
| 2011   | ヘルプ 〜心がつなぐストーリー〜 The Help                                | シーリア・フット               | アカデミー助演女優賞ノミネート 英国アカデミー賞 助演女優賞ノミネート ゴールデングローブ賞 助演女優賞ノミネート 全米映画俳優組合賞助演女優賞ノミネート 放送映画批評家協会賞助演女優賞ノミネート 全米映画批評家協会賞助演女優賞受賞 ニューヨーク映画批評家協会賞助演女優賞受賞 ロサンゼルス映画批評家協会賞助演女優賞受賞 ヴァンクーバー映画批評家協会賞助演女優賞受賞 オースティン映画批評家協会賞ブレイクスルー・アーティスト賞受賞 デトロイト映画批評家協会賞ブレイクスルー・パフォーマンス賞受賞 ジョージア映画批評家協会賞ブレイクスルー賞受賞 ニューヨーク映画批評家オンライン賞ブレイクスルー・パフォーマー賞受賞 オンライン映画批評家協会賞ブレイクスルー・パフォーマンス賞受賞 ダブリン映画批評家協会賞国際ブレイクスルー賞受賞 オンライン映画＆テレビジョン協会賞ブレイクスルー女優賞受賞 | 井上喜久子   |
| 2011   | Wilde Salomé                                                            | サロメ                         | |              |
| 2011   | キリング・フィールズ 失踪地帯 Texas Killing Fields                      | パム・ストール                 | ロサンゼルス映画批評家協会賞助演女優賞受賞 ニューヨーク映画批評家オンライン賞ブレイクスルー・パフォーマー賞受賞 オースティン映画批評家協会賞ブレイクスルー・アーティスト賞受賞 ジョージア映画批評家協会賞ブレイクスルー賞受賞 |              |
| 2012   | マダガスカル3 Madagascar 3: Europe's Most Wanted                        | ジア                           | 声の出演 | 園崎未恵     |
| 2012   | 欲望のバージニア Lawless                                                | マギー ・ボーフォード          | | 佐古真弓     |
| 2012   | ゼロ・ダーク・サーティ Zero Dark Thirty                                 | マヤ                           | アカデミー主演女優賞ノミネート 英国アカデミー賞 主演女優賞ノミネート ゴールデングローブ賞 主演女優賞 (ドラマ部門)受賞 全米映画俳優組合賞主演女優賞ノミネート 放送映画批評家協会賞主演女優賞受賞 ナショナル・ボード・オブ・レビュー賞 女優賞受賞 ブラック映画批評家協会賞主演女優賞受賞 ボストン・オンライン映画批評家協会賞主演女優賞受賞 シカゴ映画批評家協会賞主演女優賞受賞 ダラス・フォートワース映画批評家協会賞主演女優賞受賞 フロリダ映画批評家協会賞主演女優賞受賞 アイオワ映画批評家協会賞主演女優賞受賞 インディアナ映画ジャーナリスト賞主演女優賞受賞 オクラホマ映画批評家協会賞主演女優賞受賞 オンライン映画批評家協会賞主演女優賞受賞 フェニックス映画批評家協会賞主演女優賞受賞 セントルイス映画批評家協会賞主演女優賞受賞 ユタ映画批評家協会賞主演女優賞受賞 ワシントンD.C.映画批評家協会賞主演女優賞受賞 ヴァンクーバー映画批評家協会賞主演女優賞受賞 女性映画ジャーナリスト同盟賞主演女優賞・女性アイコン賞受賞 | 佐古真弓     |
| 2013   | MAMA Mama                                                               | アナベル                       | | 魏涼子       |
| 2013   | ラブストーリーズ コナーの涙 The Disappearance of Eleanor Rigby: Him     | エリナー・リグビー             | 兼製作 |              |
| 2013   | ラブストーリーズ エリナーの愛情 The Disappearance of Eleanor Rigby: Her | エリナー・リグビー             | 兼製作 |              |
| 2014   | The Disappearance of Eleanor Rigby: Them                                | エリナー・リグビー             | 兼製作 |              |
| 2014   | Miss Julie                                                              | ジュリー                       | |              |
| 2014   | インターステラー Interstellar                                           | マーフィー・クーパー（マーフ） | | 岡寛恵       |
| 2014   | アメリカン・ドリーマー 理想の代償 A Most Violent Year                   | アナ・モラレス                 | ゴールデングローブ賞 助演女優賞ノミネート クリティクス・チョイス・アワード助演女優賞ノミネート インディペンデント・スピリット賞助演女優賞ノミネート ナショナル・ボード・オブ・レビュー賞 助演女優賞受賞 インディアナ映画ジャーナリスト賞助演女優賞受賞 ネバダ映画批評家協会賞助演女優賞受賞 ユタ映画批評家協会賞助演女優賞受賞 |              |
| 2015   | クリムゾン・ピーク Crimson Peak                                         | ルシール・シャープ             | | 甲斐田裕子   |
| 2015   | オデッセイ The Martian                                                  | メリッサ・ルイス准将           | | 林真里花     |
| 2016   | スノーホワイト/氷の王国 The Huntsman: Winter's War                      | サラ                           | [ 13 ] | 朴璐美       |
| 2016   | 女神の見えざる手 Miss Sloane                                            | エリザベス・スローン           | ゴールデングローブ賞 主演女優賞 (ドラマ部門)ノミネート 日本公開は2017年10月 | 佐古真弓     |
| 2017   | ユダヤ人を救った動物園 〜アントニーナが愛した命〜 The Zookeeper's Wife  | アントニーナ・ジャビンスキ     | | たなか久美   |
| 2017   | モリーズ・ゲーム Molly's Game                                           | モリー・ブルーム               | ゴールデングローブ賞 主演女優賞 (ドラマ部門)ノミネート クリティクス・チョイス・アワード主演女優賞ノミネート | 佐古真弓     |
| 2017   | Woman Walks Ahead                                                       | キャサリン・ウェルドン         | |              |
| 2019   | X-MEN:ダーク・フェニックス X-Men: Dark Phoenix                          | ヴーク                         | | 浅野真澄     |
| 2019   | IT/イット THE END “それ”が見えたら、終わり。 It Chapter Two             | ベバリー・マーシュ             | | 高垣彩陽     |
| 2020   | AVA/エヴァ Ava                                                          | エヴァ・フォークナー           | | 木下紗華     |
| 2021   | タミー・フェイの瞳 The Eyes of Tammy Faye                               | タミー・フェイ・ベイカー       | 兼製作 アカデミー主演女優賞受賞 ゴールデングローブ賞 主演女優賞 (ドラマ部門)ノミネート 全米映画俳優組合賞主演女優賞受賞 クリティクス・チョイス・アワード 主演女優賞受賞 デトロイト映画批評家協会賞主演女優賞受賞 ヒューストン映画批評家協会賞主演女優賞受賞 ラスベガス映画批評家協会賞主演女優賞受賞 女性映画ジャーナリスト同盟賞主演女優賞受賞 | 佐古真弓     |
| 2022   | 355 The 355                                                             | メイソン・“メイス”・ブラウン   | | 佐古真弓     |
| 2022   | 赦されし者 The Forgiven                                                 | ジョー・ヘニンガー             | | 佐古真弓     |
| 2022   | アルマゲドン・タイム ある日々の肖像 Armageddon Time                     | マリアン・トランプ             | カメオ出演 | 佐古真弓     |
| 2022   | グッド・ナース The Good Nurse                                           | エイミー・ローレン             | | 佐古真弓     |
| TBA    | Memory                                                                  |                                | ポストプロダクション |              |
| TBA    | Mothers' Instinct                                                       | アリス                         | 兼製作 ポストプロダクション |              |

### テレビシリーズ
| 放映年    | 邦題 原題                                    | 役名               | 備考                                      | 吹き替え   |
| --------- | -------------------------------------------- | ------------------ | ----------------------------------------- | ---------- |
| 2004      | ER緊急救命室 ER                              | ダリア・タズリック | 第10シーズン第16話「許して 忘れて」       | 岡本麻弥   |
| 2004      | ヴェロニカ・マーズ Veronica Mars             | サラ・ウィリアムズ | 第1シーズン第7話「サラの日記」            |            |
| 2006      | 女検察官アナベス・チェイス Close to Home     | ケイシー・ワース   | 第1シーズン第13話「性犯罪と再犯」         |            |
| 2007      | ジャーニーマン 時空を越えた赤い糸 Journeyman | タナ・ブルーム     | 第2話「大空へタイムトリップ」             |            |
| 2010      | 名探偵ポワロ Agatha Christie's Poirot        | メアリー・デベナム | 第12シーズン第4話「オリエント急行の殺人」 | 日野由利加 |
| 2021      | ある結婚の風景 Scenes from a Marriage        | ミラ・フィリップス | ミニシリーズ 兼製作総指揮                 | 朴璐美     |
| 2022-2023 | George & Tammy                               | タミー・ワイネット | ミニシリーズ 兼製作総指揮                 |            |